# Glenn Snyders
Glenn Andrew Mark Snyders (Klerksdorp, Sudáfrica, 7 de abril de 1987) es un deportista neozelandés que compitió en natación.
Ganó una medalla de bronce en el Campeonato Mundial de Natación en Piscina Corta de 2008, en la prueba de 4 × 100 m estilos.
Participó en tres Juegos Olímpicos de Verano, entre los años 2008 y 2016, ocupando el quinto lugar en Pekín 2008, en el relevo 4 × 100 m estilos.

## Palmarés internacional
| Campeonato Mundial en Piscina Corta | Campeonato Mundial en Piscina Corta | Campeonato Mundial en Piscina Corta | Campeonato Mundial en Piscina Corta |
| Año                                 | Lugar                               | Medalla                             | Prueba                              |
| ----------------------------------- | ----------------------------------- | ----------------------------------- | ----------------------------------- |
| 2008                                | Mánchester (Reino Unido)            | Medalla de bronce                   | 4 × 100 m estilos                   |